# Sotteville-sur-Mer
Pour les articles homonymes, voir Sotteville (homonymie).
Sotteville-sur-Mer est une commune française située dans le département de la Seine-Maritime en région Normandie.

## Géographie

### Description

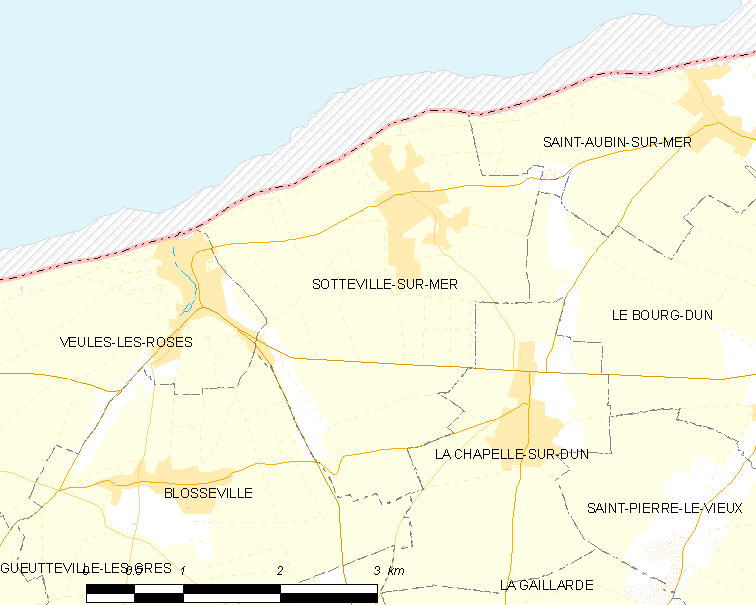

Entre Saint-Aubin-sur-Mer et Veules-les-Roses, à proximité de l'axe Dieppe-Fécamp, le village dispose d'un accès au pied de la falaise par un escalier de 231 marches installé dans la valleuse.
Les falaises de Sotteville sont formées de marne argileuse renfermant des bancs de silex et des blocs de grès.
Le bas des falaises est recouvert de galets arrondis par le mouvement des marées.
Des bancs de sable constituent une plage recouverte à marée haute.

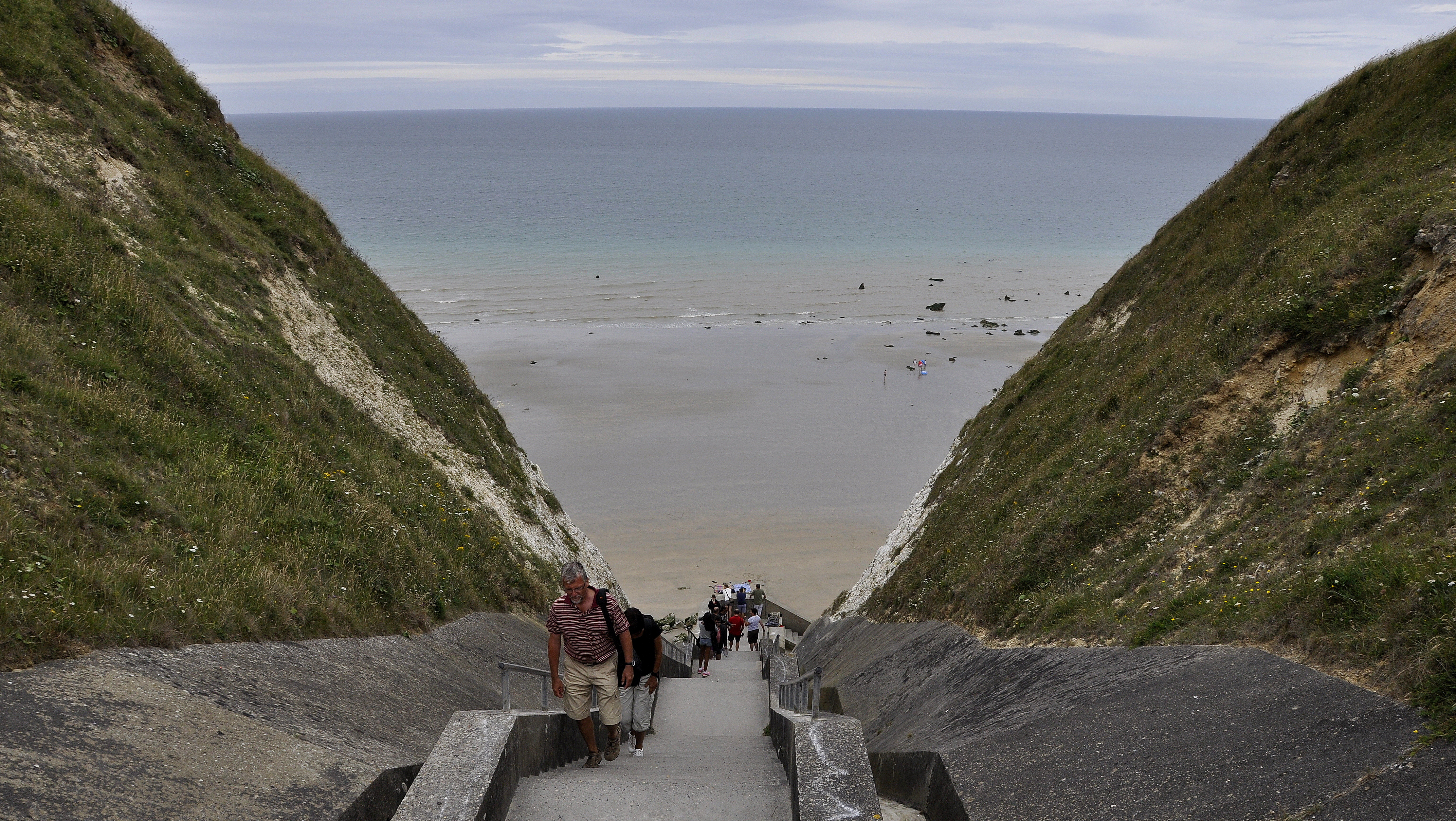
Accès à la mer.
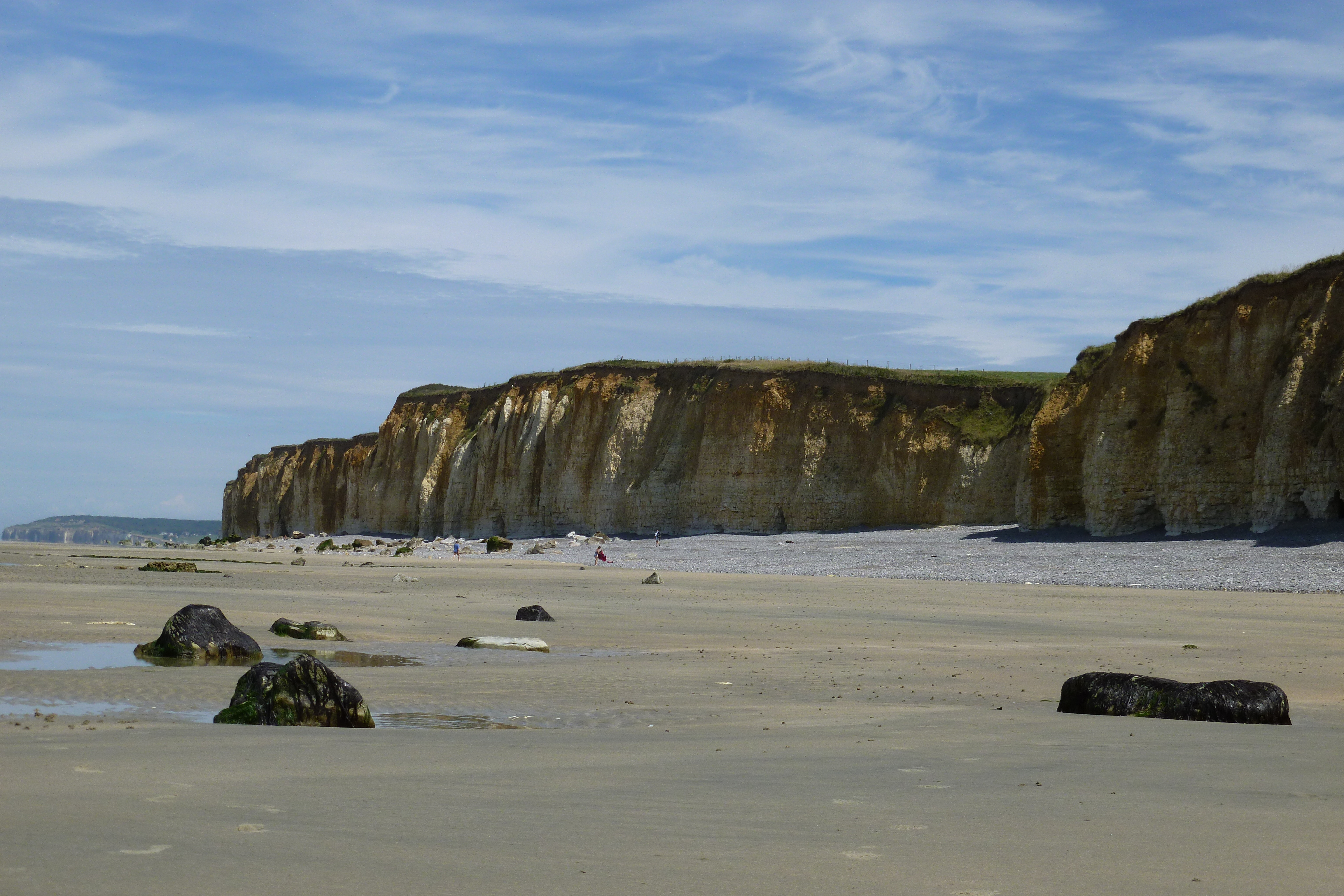
Plage de Sotteville.

### Hydrographie
La commune est située dans le bassin Seine-Normandie. Elle n'est drainée par aucun cours d'eau,.

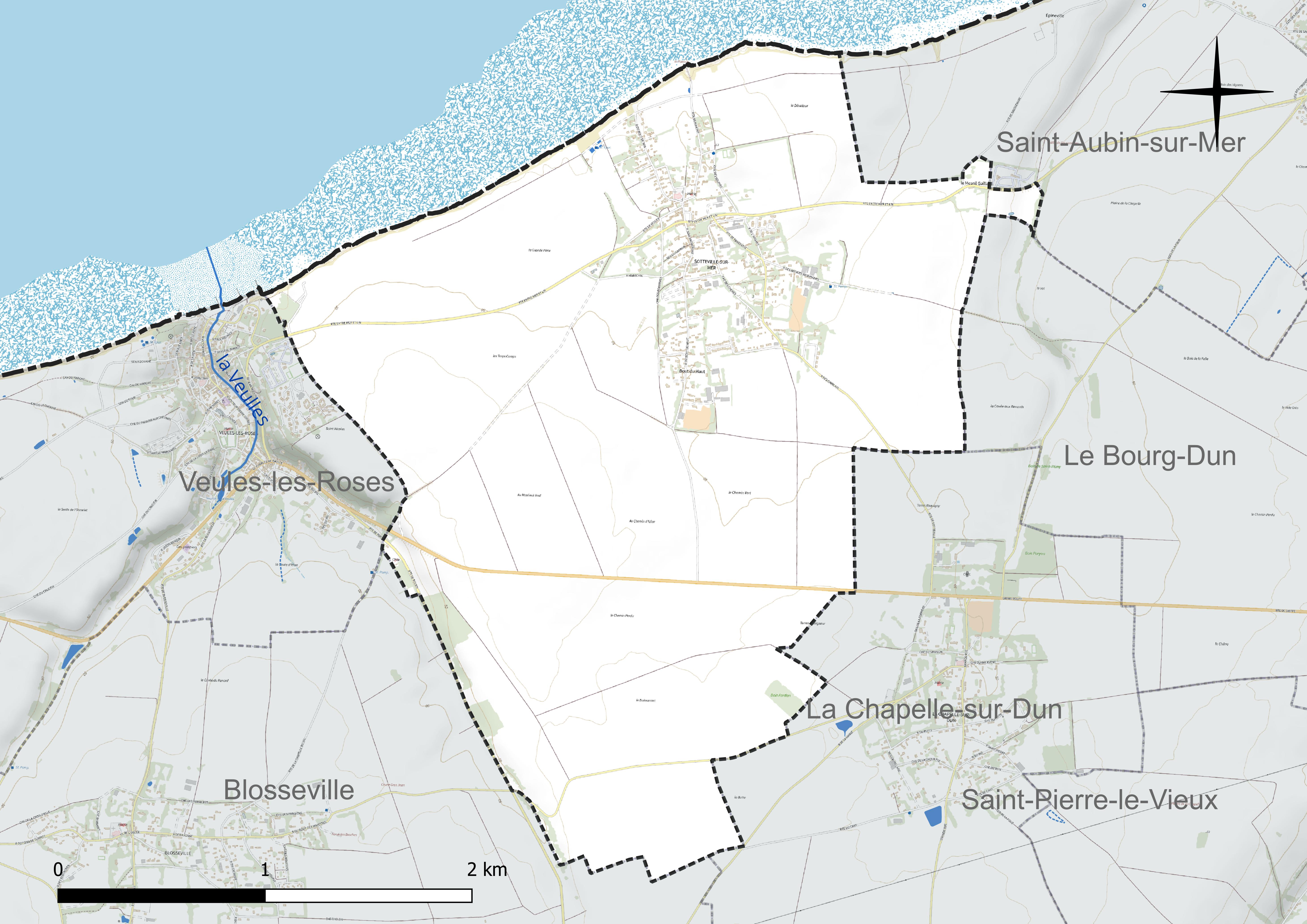
Réseau hydrographique de Sotteville-sur-Mer.

### Climat
Pour des articles plus généraux, voir Climat de la Normandie et Climat de la Seine-Maritime.
En 2010, le climat de la commune est de type climat océanique franc, selon une étude du CNRS s'appuyant sur une série de données couvrant la période 1971-2000. En 2020, Météo-France publie une typologie des climats de la France métropolitaine dans laquelle la commune est exposée à un climat océanique et est dans la région climatique Côtes de la Manche orientale, caractérisée par un faible ensoleillement (1 550 h/an) ; forte humidité de l’air (plus de 20 h/jour avec humidité relative > 80 % en hiver), vents forts fréquents. Parallèlement le GIEC normand, un groupe régional d’experts sur le climat, différencie quant à lui, dans une étude de 2020, trois grands types de climats pour la région Normandie, nuancés à une échelle plus fine par les facteurs géographiques locaux. La commune est, selon ce zonage, exposée à un « climat maritime », correspondant au Pays de Caux, frais, humide et pluvieux, légèrement plus frais que dans le Cotentin.
Pour la période 1971-2000, la température annuelle moyenne est de 10,6 °C, avec une amplitude thermique annuelle de 12,3 °C. Le cumul annuel moyen de précipitations est de 880 mm, avec 12,4 jours de précipitations en janvier et 8,4 jours en juillet. Pour la période 1991-2020, la température moyenne annuelle observée sur la station météorologique la plus proche, située sur la commune de Dieppe à 18 km à vol d'oiseau, est de 11,3 °C et le cumul annuel moyen de précipitations est de 805,2 mm,. Pour l'avenir, les paramètres climatiques de la commune estimés pour 2050 selon différents scénarios d'émission de gaz à effet de serre sont consultables sur un site dédié publié par Météo-France en novembre 2022.

## Urbanisme

### Typologie
Au 1er janvier 2024, Sotteville-sur-Mer est catégorisée commune rurale à habitat dispersé, selon la nouvelle grille communale de densité à sept niveaux définie par l'Insee en 2022.
Elle est située hors unité urbaine. Par ailleurs la commune fait partie de l'aire d'attraction de Saint-Valery-en-Caux, dont elle est une commune de la couronne,. Cette aire, qui regroupe 17 communes, est catégorisée dans les aires de moins de 50 000 habitants,.
La commune, bordée par la Manche, est également une commune littorale au sens de la loi du 3 janvier 1986, dite loi littoral. Des dispositions spécifiques d’urbanisme s’y appliquent dès lors afin de préserver les espaces naturels, les sites, les paysages et l’équilibre écologique du littoral, tel le principe d'inconstructibilité, en dehors des espaces urbanisés, sur la bande littorale des 100 mètres, ou plus si le plan local d’urbanisme le prévoit.

### Occupation des sols
L'occupation des sols de la commune, telle qu'elle ressort de la base de données européenne d’occupation biophysique des sols Corine Land Cover (CLC), est marquée par l'importance des territoires agricoles (90,8 % en 2018), une proportion sensiblement équivalente à celle de 1990 (91,2 %). La répartition détaillée en 2018 est la suivante : 
terres arables (86,5 %), zones urbanisées (7,9 %), prairies (4,3 %), zones humides côtières (1,4 %). L'évolution de l’occupation des sols de la commune et de ses infrastructures peut être observée sur les différentes représentations cartographiques du territoire : la carte de Cassini (XVIIIe siècle), la carte d'état-major (1820-1866) et les cartes ou photos aériennes de l'IGN pour la période actuelle (1950 à aujourd'hui).

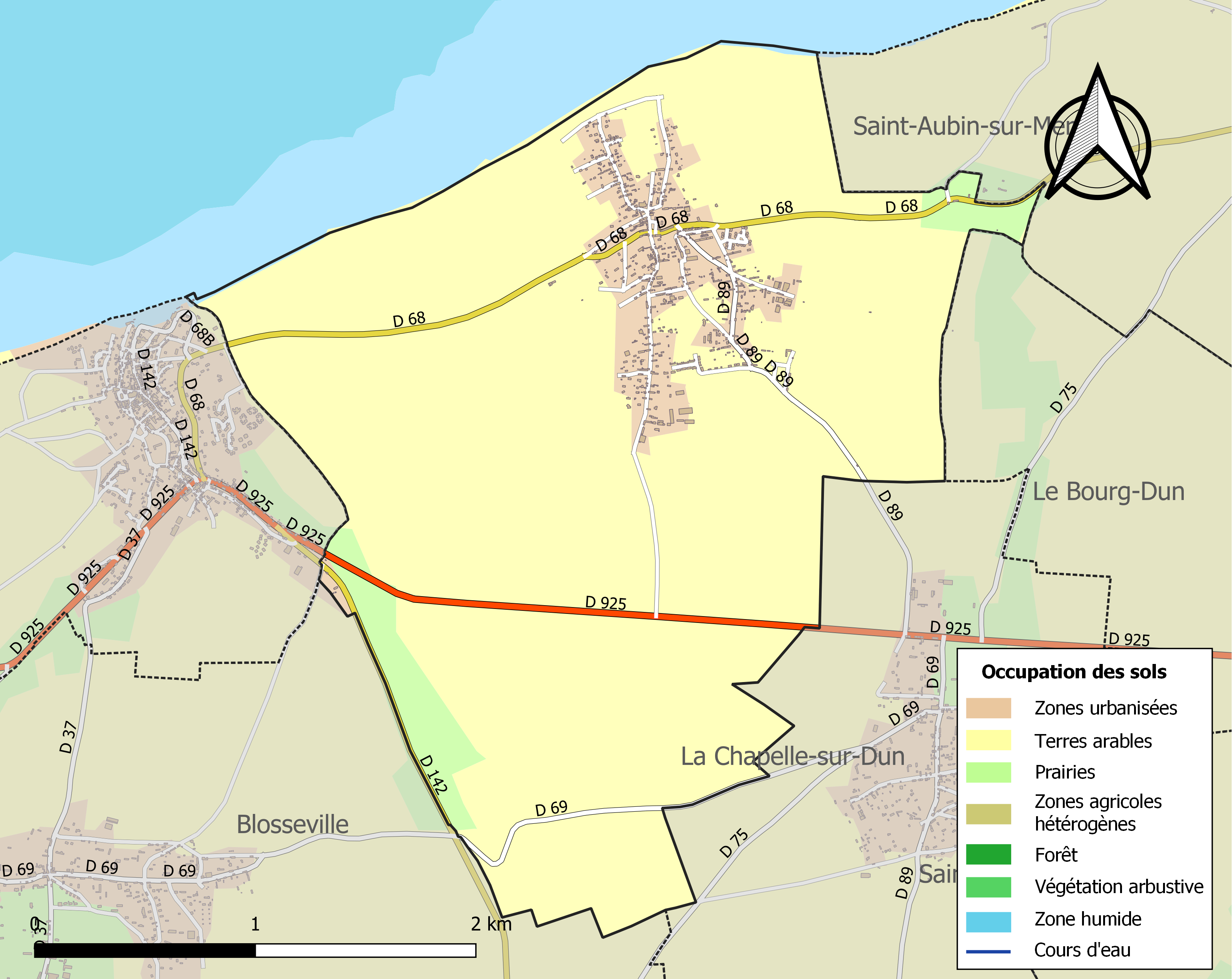
Carte des infrastructures et de l'occupation des sols de la commune en 2018 (CLC).

## Toponymie
Le nom de la localité est attesté sous la forme Sota villa et Sotavilla en 1015.
Du nom de personne scandinave Soti et ville, « domaine rural », en ancien français, d'origine latine villa (rustica).
Avec le syntagme sur-Mer se distinguant de Sotteville-sous-le-Val, Sotteville (Manche) et Sotteville-lès-Rouen.

## Histoire
Au début de la seconde Guerre mondiale, lors de la bataille de France, en 1940, l'église eut à souffrir des combats liés à la guerre menée contre l'invasion allemande.

## Politique et administration
| Période                                  | Période                    | Identité                 | Étiquette | Qualité |
| ---------------------------------------- | -------------------------- | ------------------------ | --------- | --- |
| Les données manquantes sont à compléter. |                            |                          |           | |
| 1958                                     | 1977                       | Jean Antheaume           |           | |
| mars 2001                                | décembre 2013              | Mme Dominique Chauvel    | PS        | Conseillère générale de Fontaine-le-Dun (2004 → 2015) Députée de la Seine-Maritime (2012 → 2017) Démissionnaire pour se présenter aux élections municipales de Saint-Valery-en-Caux |
| décembre 2013                            | 2014                       | Jean-Claude Bazire       |           | |
| mai 2014                                 | juillet 2020               | Benoît Moreau            |           | |
| juillet 2020                             | En cours (au 10 août 2020) | Marie-Hélène Changarnier |           | |

## Population et société

### Démographie

#### Évolution démographique
L'évolution du nombre d'habitants est connue à travers les recensements de la population effectués dans la commune depuis 1793. Pour les communes de moins de 10 000 habitants, une enquête de recensement portant sur toute la population est réalisée tous les cinq ans, les populations de référence des années intermédiaires étant quant à elles estimées par interpolation ou extrapolation. Pour la commune, le premier recensement exhaustif entrant dans le cadre du nouveau dispositif a été réalisé en 2007.

En 2022, la commune comptait 394 habitants, en évolution de +3,14 % par rapport à 2016 (Seine-Maritime : +0,35 %, France hors Mayotte : +2,11 %).
| 1793  | 1800  | 1806  | 1831  | 1836  | 1841  | 1846  | 1851  | 1856  |
| ----- | ----- | ----- | ----- | ----- | ----- | ----- | ----- | ----- |
| 1 500 | 1 540 | 1 513 | 1 508 | 1 525 | 1 504 | 1 460 | 1 444 | 1 781 |

| 1861  | 1866  | 1872  | 1876  | 1881 | 1886 | 1891 | 1896 | 1901 |
| ----- | ----- | ----- | ----- | ---- | ---- | ---- | ---- | ---- |
| 1 456 | 1 562 | 1 327 | 1 208 | 932  | 864  | 788  | 651  | 685  |

| 1906 | 1911 | 1921 | 1926 | 1931 | 1936 | 1946 | 1954 | 1962 |
| ---- | ---- | ---- | ---- | ---- | ---- | ---- | ---- | ---- |
| 602  | 610  | 528  | 516  | 461  | 459  | 424  | 438  | 383  |

| 1968 | 1975 | 1982 | 1990 | 1999 | 2006 | 2007 | 2012 | 2017 |
| ---- | ---- | ---- | ---- | ---- | ---- | ---- | ---- | ---- |
| 324  | 318  | 313  | 365  | 388  | 363  | 359  | 355  | 390  |

| 2022 | - | - | - | - | - | - | - | - |
| ---- | - | - | - | - | - | - | - | - |
| 394  | - | - | - | - | - | - | - | - |

### Enseignement

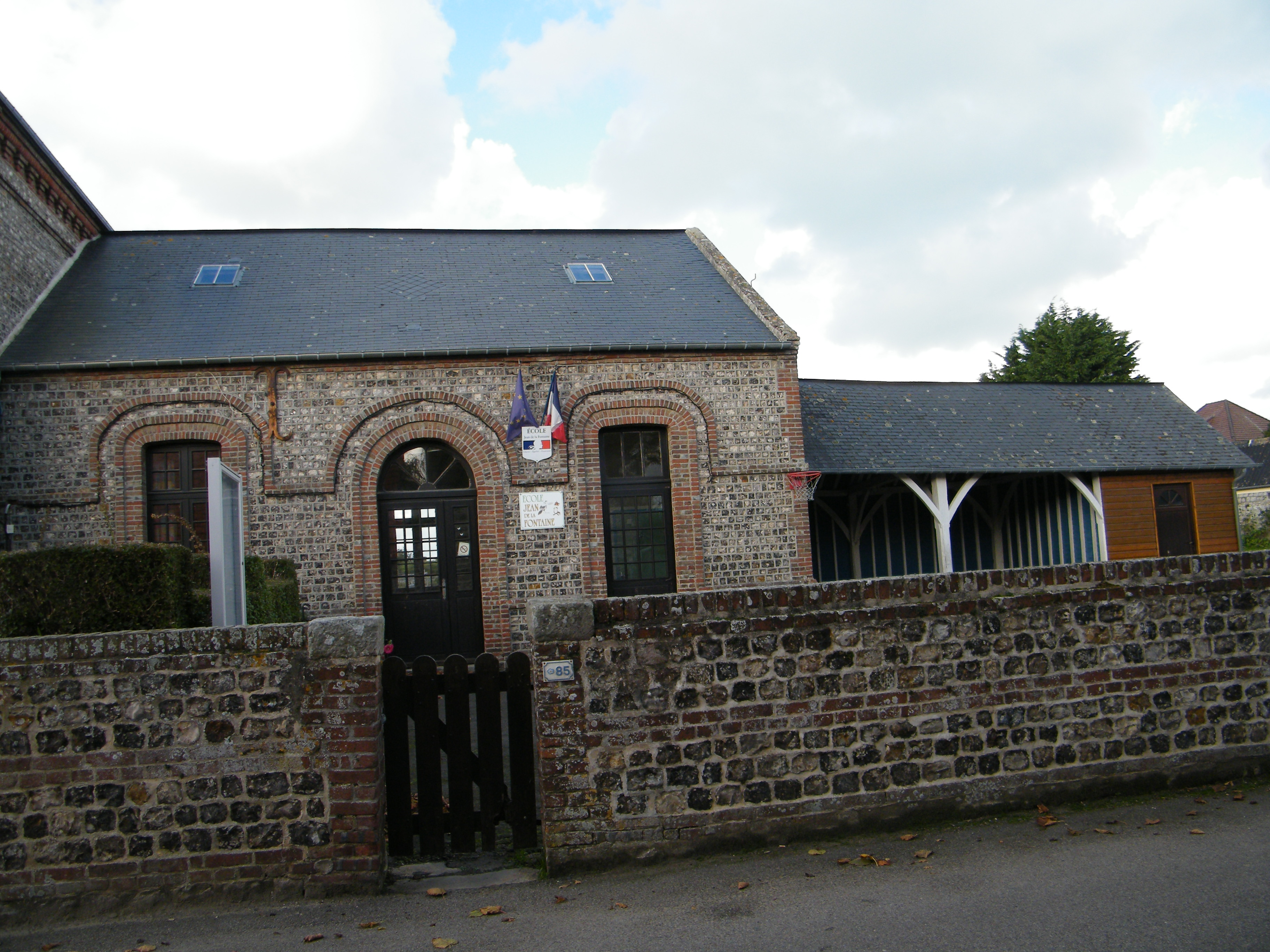
L'école

Dans le cadre du regroupement pédagogique intercommunal créé en 1976, l'école locale gère une classe de 26 élèves pour l'année scolaire 2014-2015.

## Culture locale et patrimoine

### Lieux et monuments
- Chapelle Notre-Dame-de-Bon-Secours dite chapelle du Val. Il s'agit d'une ancienne léproserie du XIIe siècle à laquelle on accédait par le chemin dit des Lépreux[1]. L'édifice est inscrit aux monuments historiques depuis 2006[29],  Inscrit MH (2006).
- Croix de chemin de Notre-Dame du Val. Le monument est inscrit depuis 2006[30]. Il permettait de fixer une limite à ne pas franchir pour les lépreux. Inscrit MH (2006).
- Église Notre-Dame. L'édifice a été consacré en 1252, au temps de Saint-Louis. Construite en grès local, Notre-Dame n'a conservé que sa tour centrale d'origine, le reste datant principalement du XVIe siècle[1].
- Dans le cimetière, un calvaire médiéval, sur base polygonale, est surmonté d'un pélican[1].

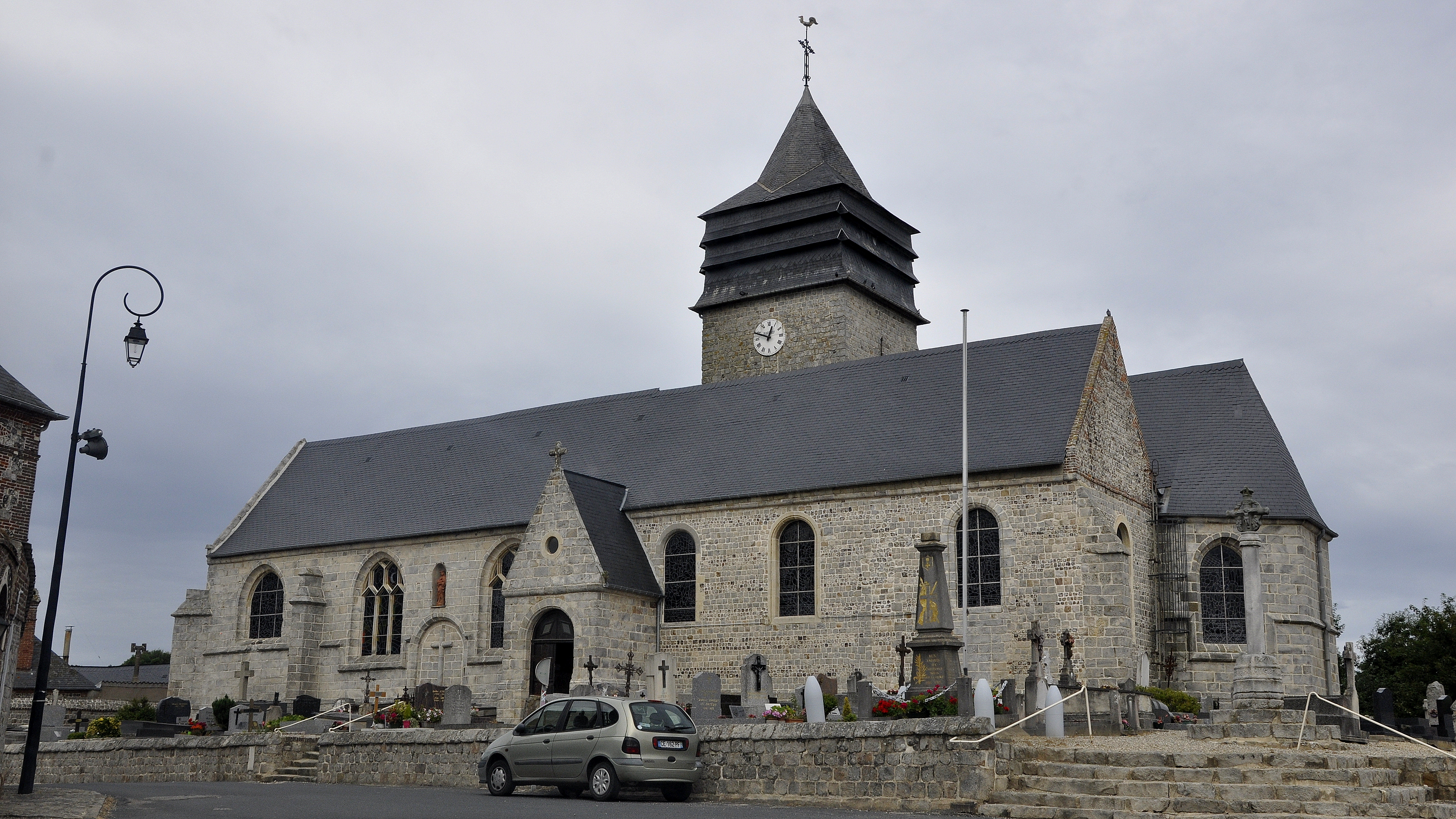
L'église
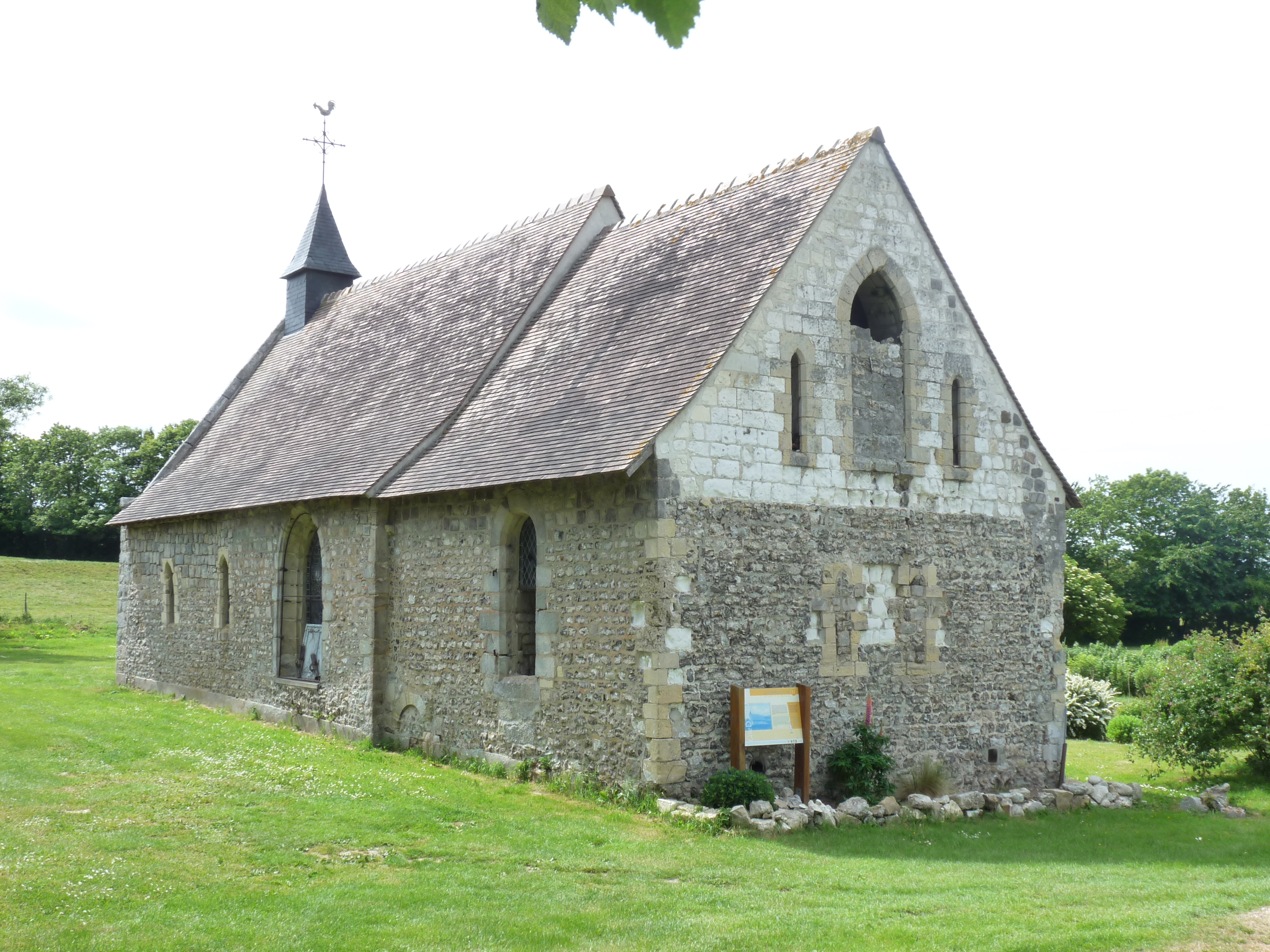
Chapelle du Val.
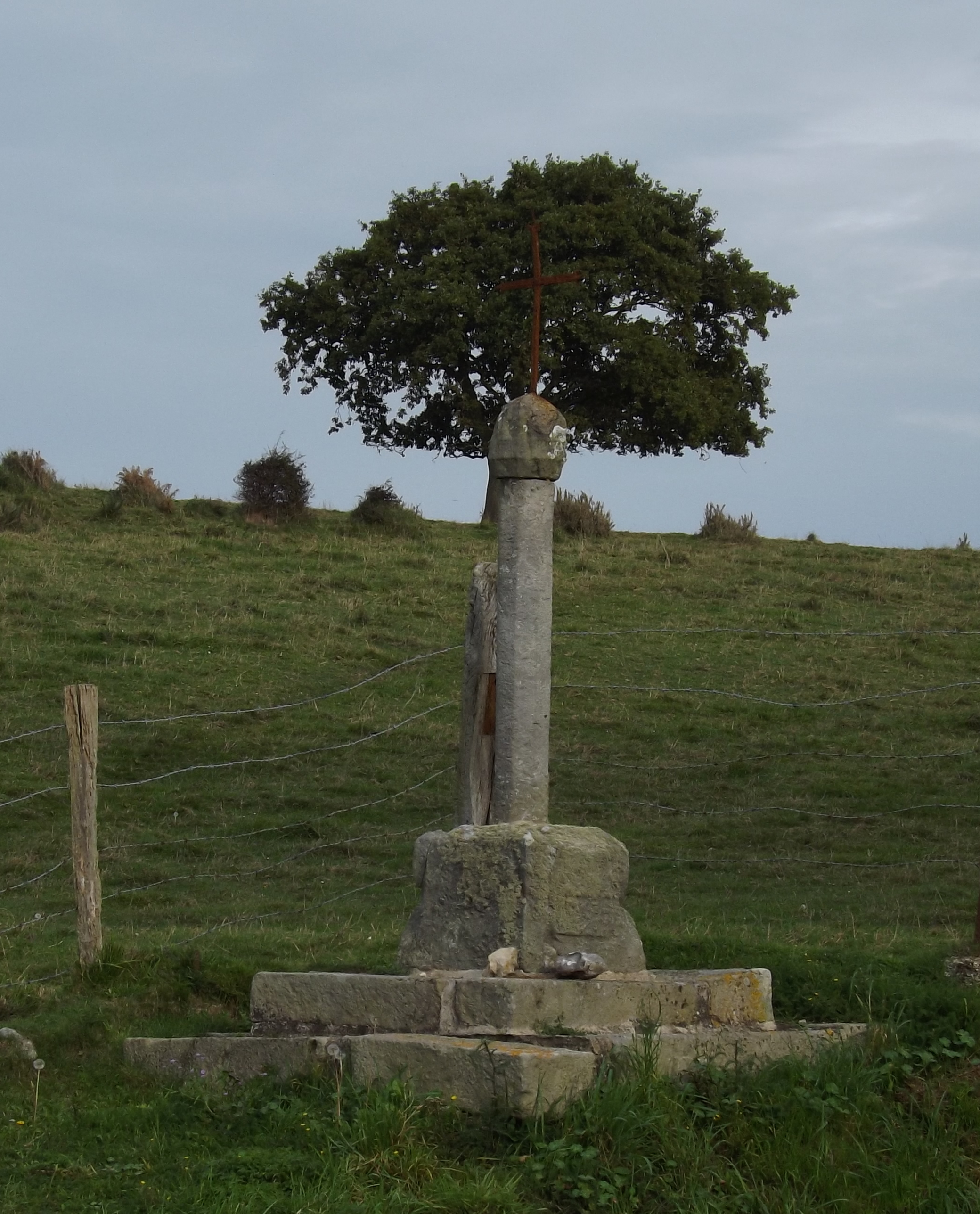
Croix de chemin.
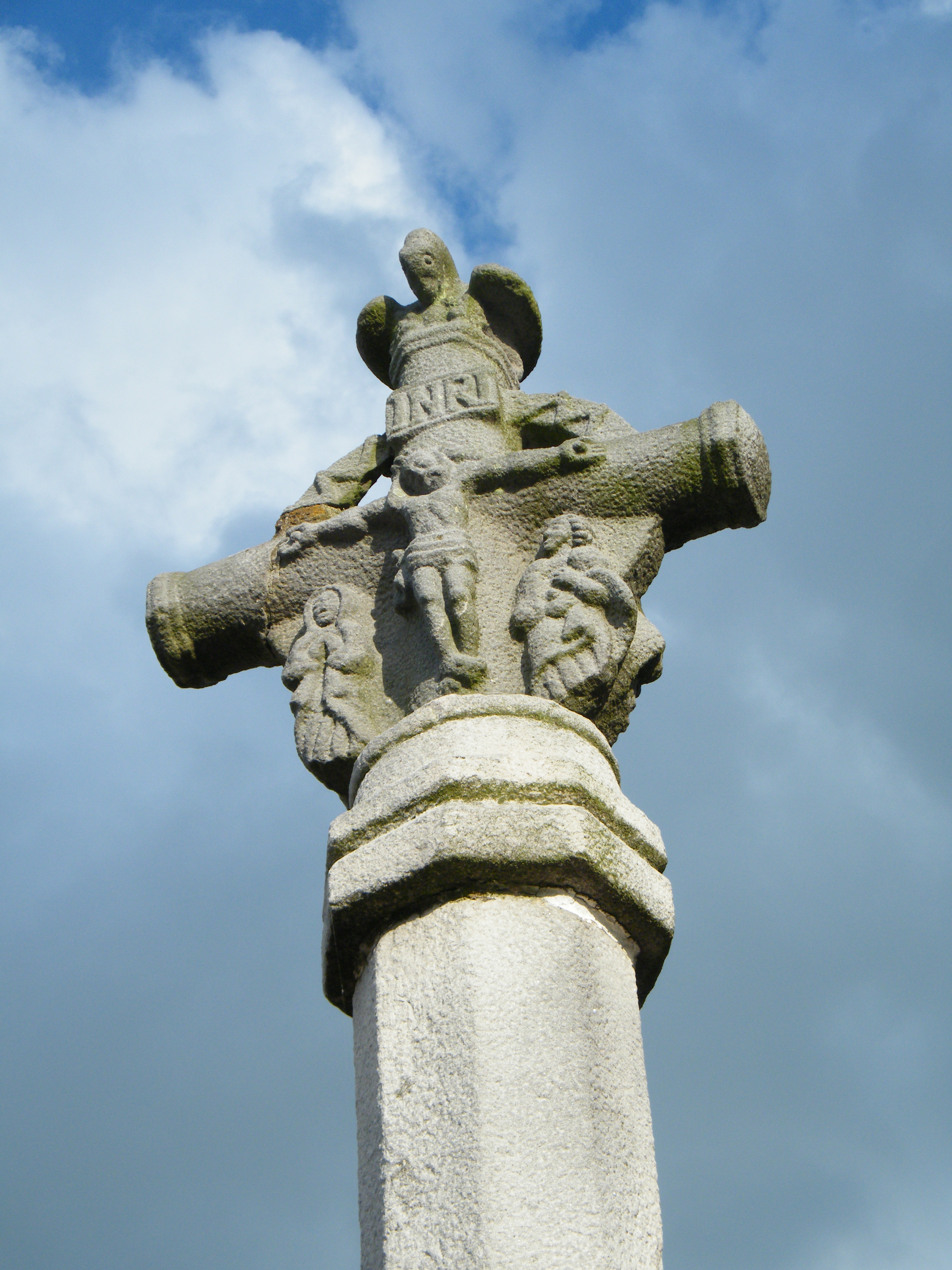
Sommet du calvaire.
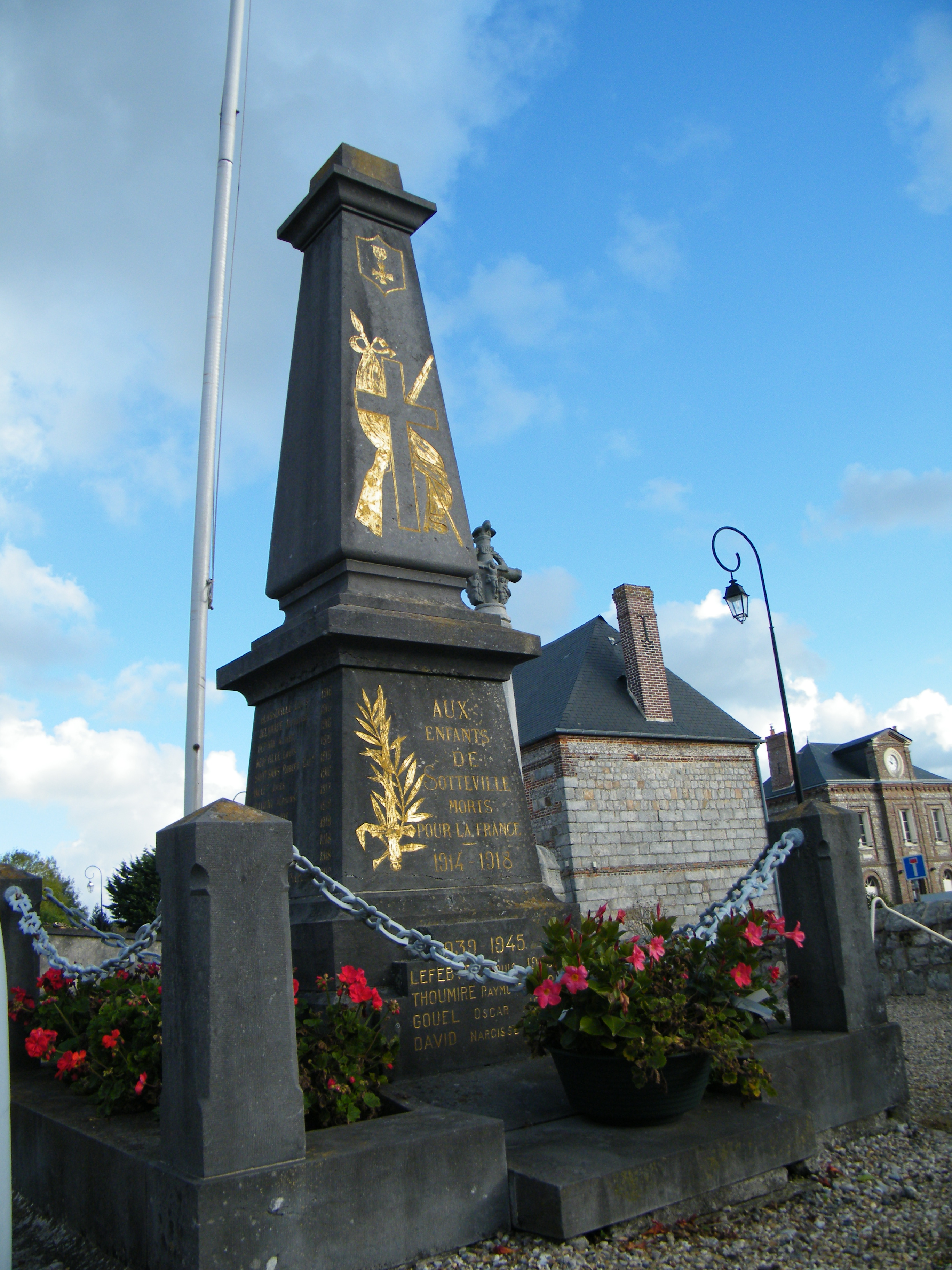
Monument aux morts dans le cimetière.

### Personnalités liées à la commune

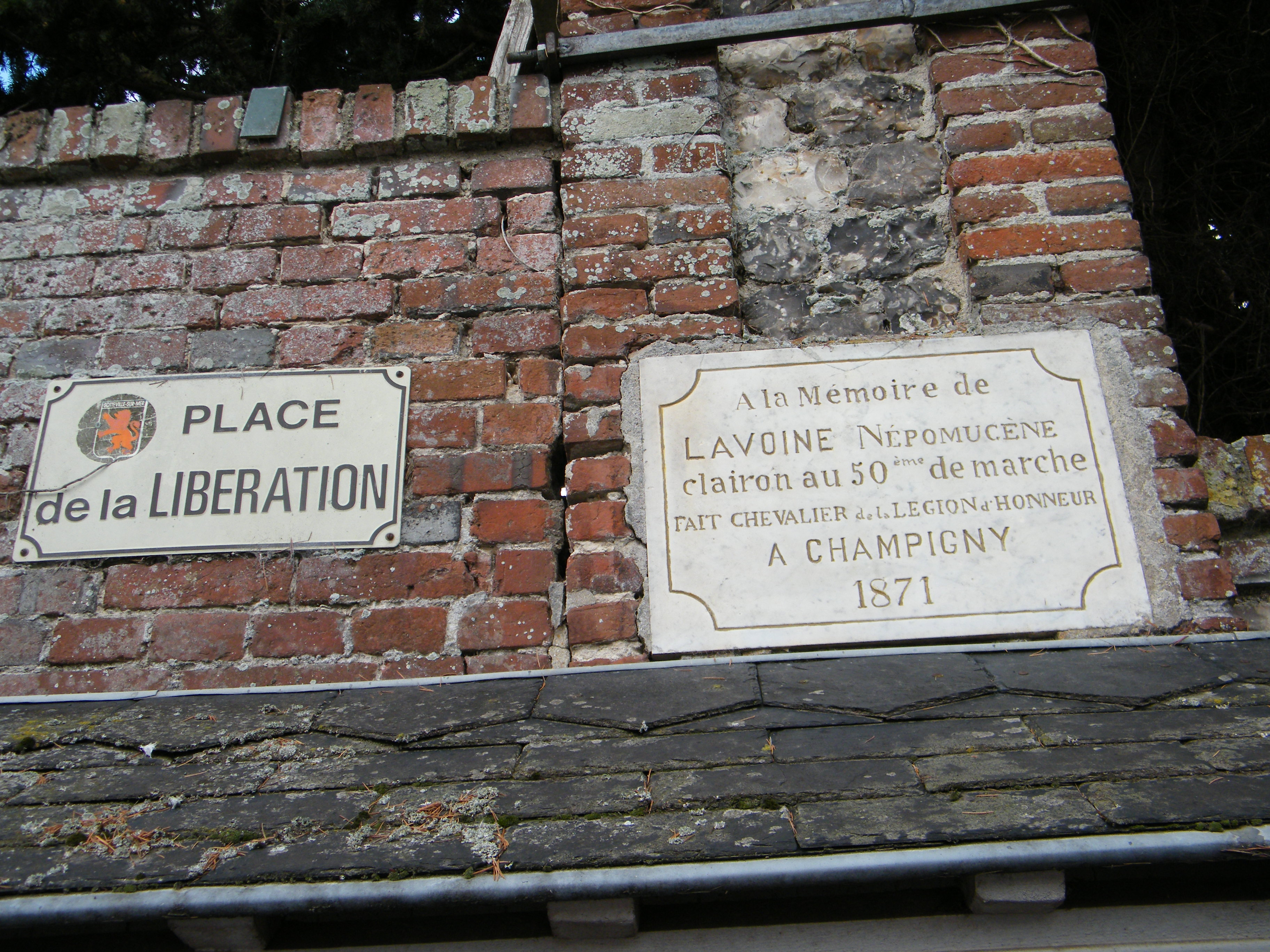
Plaque en mémoire de Népomucène Lavoine, clairon au, fait chevalier de la Légion d'honneur à Champigny lors de la Guerre franco-allemande de 1870.

- Jacques Eudes fut seigneur de Catteville et de Sotteville ainsi que capitaine général de la capitainerie de Saint-Aubin[1].
- Roger Lefèvre, né à Sotteville, universitaire et homme politique.

### Héraldique
| Armes de Sotteville-sur-Mer | Les armes de la commune de Sotteville-sur-Mer se blasonnent ainsi : D’or au lion coupé d’azur et de gueules, lampassé de gueules, les membres d’azur armés de gueules et les membres de gueules armés d’azur. |

## Pour approfondir